# Johann Ludwig Oeder
Johann Ludwig Oeder (* 9. September 1722 in Ansbach; † 11. Juni 1776 in Braunschweig) war ein deutscher Pädagoge und Hofrat.

## Leben
Johann Ludwig Oeder war der Sohn des Theologen Georg Ludwig Oeder und dessen Frau Margarethe Sibylle. Seine Brüder sind der Schulleiter Georg Wilhelm Oeder und der Rat Johann Friedrich Oeder (1729–1772).
Oeder studierte an der Universität Göttingen, wo er die Magisterwürde erhielt. 1745 ging er als Professor für Mathematik und Physik an das Braunschweiger Collegium Carolinum. Außerdem wurde er herzoglich Braunschweigischer Hof- und Kammerrat.

## Begegnung mit einem Geist
VorgeschichteAls der Hofmeister Melchior Dörrien (1721–1746) am 8. Juli 1746 dem Tode nahe war, ließ er seinen Kollegen den Hofmeister Johann Gottfried Hoefer zu sich rufen, da er ihm noch etwas Dringendes mitteilen wollte. Er war jedoch nicht mehr ansprechbar, als Hoefer zu ihm eilte.
Heinrich Zehfuss berichtete im Jahr 1825 in seinem Buch folgendes über das Erscheinen des Verstorbenen im Collegium Carolinum: „Nach einiger Zeit verbreitete sich das Gerücht, dass bald dieser, bald jener den Verstorbenen im Carolino gesehen hätte. […] Endlich ereignete sich im Monat Oktober 1746 ein Vorfall, der viele bewog, der Erscheinung einen ausgezeichneteren Wert beizulegen […]. Es erschien nämlich der verstorbene Dörrien dem Monsieur Höfer zu der Zeit, als er seiner Gewohnheit nach, nachts zwischen 11 und 12 Uhr, im Collegio herumging, um zu sehen, ob seine Untergebenen zu Bette und alles in gehöriger Ordnung sei. Als er an des M. Lampadius Stube kam, sah er den Verstorbenen gleich daneben sitzen, […]. Dieser unerwartete Anblick versetzte zwar den M. Höfer in einigen Schrecken, […]. Er fasste den Mut, dass er auf ihn losging und ihm gerade ins Gesicht leuchtete. Jetzt überfiel ihn ein solches Entsetzen, dass er kaum die Hand wieder an sich zurückziehen konnte, […].“
Hoefer berichtete seinem Kollegen Oeder von diesem sonderbaren Vorfall. Dieser tat das Ganze zunächst als einen Betrugsversuch oder eine Sinnestäuschung ab. Die beiden Gelehrten beschlossen, dieser Sache auf den Grund zu gehen und sich in der folgenden Nacht gemeinsam auf den Rundgang zu begeben. Als sie wieder zu jener Stube kamen, sahen sie Dörrien dort sitzen und Professor Oeder sagte: „Da ist Dörrien leibhaftig!“. Da sie es jedoch nicht wagten, ihn anzusprechen, gingen sie in der Überzeugung, dass jener tatsächlich der kürzlich verstorbene sei, wieder zurück. Doch als sich diese Nachricht verbreitete und auch andere dem Geist begegnen wollten, wurde er nicht wieder dort gesichtet. Professor Oeder wünschte sich jedoch, ihm noch einmal zu begegnen, um ihm einige Fragen zu stellen. Rund zwei Wochen später erschien diese Gestalt nun in seinem Schlafgemach und weckte ihn auf. Oeder vertrieb ihn mit den Worten: „Gehe fort, böser Geist, was hast du hier zu schaffen?“ Doch nach weiteren acht Tagen erschien er ihm erneut. Der Professor beschloss nun den Geist zu befragen. Nach einigen Fragen, ob er vielleicht noch eine Schuld zu begleichen hätte, verschwand die Erscheinung wieder.
Oeder berichtete dem Hofrat Anton Ulrich von Erath (1709–1773), einem der Kuratoren am Collegium Carolinum, von diesem Vorfall. Bei ihm wohnte die Schwester des verstorbenen Dörrien und er sagte, dass alle Schulden beglichen worden seien. Oeder zog den Philosophieprofessor Johann Wilhelm Seidler (1718–1777) hinzu und sie verbrachten die folgende Nacht gemeinsam in Oeders Schlafraum. Der Geist erschien kurz, gewahrte Seidler und verschwand sofort wieder. Oeder rief jedoch aus, er solle zurückkehren und ihm endlich mitteilen, was er von ihm wolle oder zukünftig für immer fortbleiben. Die Gestalt erschien ihm noch einige Male. Erst als er herausbekam, dass sich der Verstorbene kurz vor Beginn seiner Krankheit von einem Bilderhändler einige Bilder für die magische Laterne ausgeliehen und nicht zurückgegeben hatte, verschwand er endgültig, nachdem diese dem rechtmäßigen Besitzer zurückgegeben worden waren. Da diese Ereignisse am Collegium Carolinum für Unruhe und Furcht unter den Studenten sorgten, wurde den Hofmeistern und Professoren nahegelegt, ihren Schülern gegenüber diese Angelegenheit als Betrug oder Sinnestäuschung darzustellen. Am 9. Januar 1747 wurde von den Kuratoren des Carolinum Herzog Karl Bericht über die bisherigen Untersuchungen erstattet. Daraufhin wurden die Augenzeugen verhört und bedrängt, sie hielten jedoch an ihren Aussagen fest. Dieses wurde ordnungsgemäß in den Akten vermerkt und 1812 in der „Geschichte des Collegii Carolini“ festgehalten. Dass es sich bei diesem Vorfall um einen „studentischen Schabernack“ gehandelt habe, konnte zwar nicht nachgewiesen werden, doch von amtlicher Seite hieß es, dass dabei gewiss Betrug im Spiel gewesen sei.

## Werke (Auswahl)
- mit Christoph August Heumann: Dissertatio inauguralis prodromum historiae Bogomilorum criticae exhibens. Vandenhoeck, Göttingen 1743, OCLC 165154072.
- Progr. de mensura virium. Braunschweig 1745.
- Progr. de vibratione chordarum. Braunschweig 1746.
- Heimbert Johann Hinze (Hrsg.): Beyträge zur Oekonomie, Kameral und Polizeywissenschaft. Aus den Berichten eines Teutschen Kameralisten von seinen Reisen nach Schweitz, Frankreich, Holland und England. Dessau 1782, OCLC 312416643.